# Fahrzeugfabrik
Die Fahrzeugfabrik AG (auch FAFAG – Fahrzeug Fabrik AG Darmstadt) war ein deutscher Automobilhersteller in Darmstadt. Die dabei verwendete Marke Fafag ist nicht zu verwechseln mit der Marke „Fadag“ der Fahrzeugfabrik Düsseldorf.

## Unternehmensgeschichte
Das Unternehmen wurde mit dem Zweck Herstellung von Kraftfahrzeugen zum 12. April 1922 in der Rechtsform einer Aktiengesellschaft von Otto Heinrich Graf von Hagenburg und dessen Vater Otto Heinrich zu Schaumburg-Lippe gegründet, das Aktienkapital betrug 2,5 Millionen Mark. Mitinhaber waren der Darmstädter Fabrikant Wilhelm Goebel, der Kaufmann Emil Zimmer, der Bankier Karl Lehmann sowie der Ingenieur Georg Hoffmann. Der Konstrukteur Hoffmann, der von der Hessischen Automobil-Gesellschaft (HAG) gekommen war, verließ die FAFAG bereits Mitte 1923 wieder und ging zur HAG zurück. Der Handelsregister-Eintrag erfolgte erst am 12. März 1923. Bereits am 8. September 1924 musste ein Insolvenzverfahren über das Vermögen der Gesellschaft eröffnet werden. Mangels Masse wurde das Verfahren schließlich am 5. November 1928 eingestellt.
In der kurzen Zeit der Existenz der Firma wurden in Darmstadt Fafag-PKWs produziert. Angeboten wurde ein Kleinwagen mit 4/25-PS-Vierzylinder-Reihenmotor, der bereits eine obenliegende Nockenwelle besaß. Insgesamt entstanden etwa 120 bis 130 Fahrzeuge.